# Вилсанди (национальный парк)
Ви́лсанди (эст. Vilsandi rahvuspark) — национальный парк в Эстонии, расположенный в уезде Сааремаа. Включает в себя часть острова Вилсанди, ряд мелких островов к западу от острова Сааремаа, а также полуостров Харилайд острова Сааремаа.
Предшественником национального парка был основанный в 1910 году природный резерват Вайка, который одновременно является старейшей природоохранной территорией в странах Балтии. Острова Вайка и северо-западная часть острова Вилсанди были законодательно взяты под защиту в 1937 году.
Национальный парк был образован в 1993 году на базе основанного в 1971 году заповедника. Площадь его составляет 237,6 км². Климат морской.

## Фауна
В национальном парке Вилсанди зарегистрировано 14 видов млекопитающих, 247 видов птиц и 39 видов рыб.

### Млекопитающие
Незначительное видовое разнообразие млекопитающих вызвано как географической изоляцией охраняемых островов, так и тем, что большинство из них периодически затапливают штормовые волны. Естественно, что типичными для этих мест жителями являются прежде всего морские животные. Самые многочисленные из них — кольчатые нерпы. Летом они встречаются вблизи островов Ноотамаа, Лаевараху, Иннараху, в холодное время замечены также у клифа Соэгинина. Кроме нерп в водах национального парка живут тевяки. До XIX века включительно они были очень многочисленны, за этими животными каждый год охотились местные жители, но из-за незначительного количества охотников добычи меньше не становилось. Численность тевяка сократилась в XX веке уже после прекращения местного промысла. Пока этих животных меньше, чем нерп, но они тоже довольно обычны на Иннарахе, Лаеварахе, хотя и покинули лежбище на Салавамаа. Вилсандийская популяция тюленей является самой большой в стране. Третьим морским млекопитающим, принадлежащим к фауне парка, является морская свинья, время от времени заплывающая в заповедные воды.
Среди наземных млекопитающих первыми острова национального парка заселили подвижные виды, способные переплывать заливы, позже — мелкие, попавшие сюда через обсохшие отмели или по льду. Из насекомоядных в Вилсанди много обыкновенных бурозубок, а также европейских ежей, завезённых сюда человеком. Численность последнего вида значительна, но нестабильна, на неё негативно влияют лисы и енотовидные собаки. Также в Вилсанди регистрировали два вида летучих мышей: здесь отмечены северный кожанок и водяная ночница, которая тяготеет к антропогенному ландшафту. Грызунов на островах национального парка мало, в большинстве своём это завезённые человеком виды, такие как серая крыса и домовая мышь. Исключением является водяная полёвка, которая не только заселила почти всю территорию парка, но даже вредит в Вилсанди во время вспышек численности, приходящихся на конец лета. На полуостровах Паписсааре и Кууснимме обитают обыкновенные белки, они любят хвойные леса. Вместе с ними лесные участки обжили зайцы белые, а зайцы серые предпочитают жить в открытых биотопах островов Вилсанди, Лооналайд и Салавамаа.
Из хищных млекопитающих на охраняемой территории отмечены четыре вида: волки наведывались на острова эпизодически в конце XIX — первой половине XX веков; лесные куницы обычны до сих пор в лесах Сааремаа; лисицы распространены на всех крупных островах, где охотятся на морских птиц во время гнездования (постоянно живут несколько пар); енотовидных собак впервые встретили на Весилоо в 1974 году и с тех пор они стали обычными, но вредят так же, как и лисы. Так же обычны четыре вида копытных, не имеющих в парке природных врагов. Стабильна численность европейских косуль, кроме «материковой» части они заселили острова Вилсанди и Весилоо. Лоси и благородные олени впервые отмечены в 1980-х годах и с тех пор регулярно посещают острова, хотя и не живут здесь постоянно. Довольно многочисленны дикие свиньи, хотя и не столь приспособленные к плаванию, но отличающиеся активным поисковым поведением. Этот вид вредит как растениям (раскапывают клубни орхидей), так и птицам (поедают яйца).

### Птицы
Птицы являются не только многочисленными обитателями национального парка Вилсанди, но и главным объектом его охраны. Из 274 отмеченных здесь видов на островах гнездится 114. В 1939 году на островах Вайка гнездилось 726 пар гаг, 370 пар сизых чаек, по 280 пар озёрных чаек и полярных крачек. После Второй мировой войны птиц здесь почти не осталось (в 1956 году гнездилось 128 пар всех видов), однако благодаря охранным мероприятиям после 1984 года таковых насчитали более 7 000 пар.
Сейчас самая заметная птица в гнездовании в национальном парке Вилсанди — гага (более 5 000 пар), кроме неё привычны кряквы, серые гуси. Средний крохаль многочислен, но гнездится редко, а популяция большого крохаля существует только благодаря искусственным гнёздам, которые здесь устраивают ещё со времён заказника Вайка. Такие утки, как пеганка, чернеть хохлатая, чирок-свистунок, шилохвость, широконоска в период размножения многочисленны, однако крупные стаи этих видов останавливаются в парке во время сезонных перелётов. В 1958 году в охраняемой зоне появились лебеди-шипуны, они медленно наращивают численность и даже остаются здесь на зимовку. Относительно мало в Вилсанди чернетей морских и турпанов. В национальном парке Вилсанди не гнездятся, но очень многочисленны на пролёте белощекие казарки. Часто наблюдают здесь сибирских гаг — вид под угрозой вымирания.
Среди других околоводных птиц значительное место занимают чайки, крачки и большие бакланы. С 1908 года здесь гнездятся морские чайки и клуши, причём оба вида образуют большие колонии, откуда вылетают охотиться на яйца и птенцов гаг, поэтому их рассматривают как злостных вредителей. Также многочисленны чегравы, однако они питаются мелкой рыбой, поэтому благодаря своему миролюбию не наносят вреда другим пернатым. В основном на пролёте останавливаются в парке лебедь-кликун, чернозобая гагара и краснозобая гагара, белый аист, серый журавль, круглоносый плавунчик, золотистая ржанка. Кулики прибрежных лугов (травник, чернозобик, шилоклювка) здесь редки, а другие виды, гнездящиеся на земле (коростель, козодой), почти истреблены дикими свиньями. Скалистые побережья и каменные ограды на Вилсанди понравились обыкновенным каменкам.
Орнитофауна лесов и болот менее яркая, но и здесь рядом с обычными обитателями (певчими воробьиными, дятлами, голубями, кукушками и т. п.) встречаются редкие. К таким относятся хищные пернатые: беркут, малый подорлик, лунь болотный, полевой, луговой, осоед, филин. На побережьях охотится орлан-белохвост, а как залётный вид здесь отмечен сапсан. Следует заметить, что территории национального парка Вилсанди, расположенные на пересечении миграционных путей птиц, вообще богаты необычными видами. Именно здесь впервые в Эстонии видели нетипичных для этой страны пестроносую крачку, морского песочника, кайру тонкоклювую, золотистую щурку, степную тиркушку, горихвостку-чернушку, дрозда белозобого, мухоловку-белошейку. Однако наиболее экзотическими среди пернатых гостей парка (как по виду, так и по удалённости от своего ареала) были мандаринка (в 1983 году) и розовый фламинго (в 1962 году).

### Пресмыкающиеся и земноводные
Пресмыкающихся и земноводных в национальном парке мало и сосредоточены они лишь в «материковой» части. Так, в лесах полуострова Кууснимме много обыкновенных гадюк, а в водоёмах полуострова Харилайд поселились остромордые лягушки и камышовые жабы, причём последний вид в пределах парка был реинтродуцирован.

### Рыбы
Видовое разнообразие рыб в Вилсанди — самое большое в стране. Из 39 видов рыб в парке встречаются как типично морские, так и пресноводные, которых удовлетворяет незначительная солёность вод восточной Балтики. Самые многочисленные здесь камбала и салака, составляющие основу рациона не только тюленей, но и местных жителей. Кроме них довольно привычны щука, окунь, треска, хорошо себя чувствуют в заповедных водоёмах обыкновенный подкаменщик, минога речная, обыкновенный сиг, атлантический лосось, хотя близкая к последнему кумжа в Вилсанди редка. Как случайные находки в пределах охранной зоны регистрировали Acipenser oxyrinchus (балтийская форма атлантического осетра), а в 1921 году даже меч-рыбу.

### Беспозвоночные
Беспозвоночные национального парка исследованы фрагментарно. Так, в составе морского зоопланктона обнаружено 16 видов, а в бентосной фауне — 48. Основу бентоса составляют гаммарусы, многощетинковые черви и двустворчатые моллюски, среди которых особенно характерны гидробия плоская, макома балтийская и съедобная мидия. В густых зарослях фукуса скрываются кардии и теодоксусы. В пресных водоёмах обитают пиявки медицинские. Наземные беспозвоночные практически не исследованы. По отдельным наблюдениям вблизи пресных водоёмов обыкновенные стрекозы, на альварных лугах находили редких для Эстонии бабочек из рода Melitaea, толстоголовок, а также вид Psophus stridulus.